# Quatre poèmes grecs
Les Quatre poèmes grecs, op. 60 de Louis Vierne forment un cycle de mélodies pour chant et harpe sur des textes d'Anna de Noailles.
Composée en 1930, au cours d'un séjour du compositeur près de Menton, cette dernière partition consacrée à la voix est une des plus lumineuses de son auteur. La première audition de l'œuvre a lieu le 23 janvier 1932 au cours d'un Concert de la Société nationale de musique, à Paris. Faute de harpe disponible, l'auteur dut accompagner la chanteuse au piano.

## Présentation

### Mouvements
1. Offrande à Pan — Andante à 
,
2. Le Repos — Andante à quatre temps (),
3. Offrande à Kypris — Très lent à 
,
4. Chanson pour Avril — Allegretto à

## Discographie
- Louis Vierne : Mélodies, par Mireille Delunsch et Christine Icart (harpe) (1997, CD Timpani 1C1040)

### Monographies
- Franck Besingrand, Louis Vierne, Paris, Bleu nuit éditeur, coll. « Horizons » (no 28), 2011, 176 p. (ISBN 978-2-35884-018-7),
- Bernard Gavoty, Louis Vierne : La vie et l'œuvre, Paris, Buchet/Chastel, 1980 (1re éd. 1943), 322 p.